# Pimaphera percata
Pimaphera percata là một loài bướm đêm trong họ Geometridae.